# 양승호 (야구인)
양승호(梁承虎, 1960년 1월 10일 ~ )는 대한민국의 야구인이다. 현재는 코리아 드림 리그 파주 챌린저스에서 감독을 맡고 있다.

## 생애
1975년 신일중학교에 야구부가 만들어지면서 중학교 3학년 때 늦깎이로 야구를 시작했다. 1976년 신일고등학교 야구부의 창단멤버였다. 신일고등학교 야구부 창단 멤버로서 신일고 야구부 창단 1년 만에 우승에 기여를 했었다. 신일고등학교 창단 멤버 중 1년 선배인 한화 이글스의 박종훈 단장이 있다. 박종훈 단장과 마찬가지로 신일고등학교-고려대학교 사회체육학과(1979학번)를 졸업했다.
1983년 해태 타이거즈에 입단하여 주로 2루수로 선수 생활을 보냈지만, 현역 시절에는 그다지 빛을 보지 못해 4시즌만 보내고 은퇴했다. 1986년에는 3루수 한대화를 상대로 투수 황기선과 함께 트레이드되어 OB 베어스로 이적하였다. 그러나 이적 후 부상을 당해 1년간 재활했지만 실패하였고, 결국 시즌 후 은퇴하였다.
이후 모교 신일중·고등학교 야구부를 지도했으며, 1992년부터는 OB 베어스의 스카우트로 활동했다. 1995년부터 OB 베어스의 코치로 활동하여 2003년까지 이름을 바꾼 두산 베어스의 수석코치를 역임하였다. 2005년 LG 트윈스로 옮겨 이순철 감독 체제 하에서 수석코치를 하다 2006년 6월 5일 이순철 감독이 성적 부진으로 사임하자 그의 뒤를 이어 감독 대행으로 취임하였다. 시즌 후 김재박을 감독으로 영입한 LG 트윈스는 양승호를 2군 감독으로 내정했으나, 이를 사양하고 2006년 12월 모교인 고려대학교 감독으로 취임하였다.  2010년 10월 21일 제리 로이스터의 후임으로 롯데 자이언츠의 제 14대 감독으로 선임되었다.(계약기간 3년, 계약금 2억원, 연봉 2억원)
2011 프로야구 정규 리그 성적을 초반 최하위까지 떨어져 양승호구라는 별명이 붙는등 많은 비난을 많이 받았으나 이후 성적이 급상승하여 2위까지 올려 놓았다.(정규리그 2위는 롯데 자이언츠 사상 최초-양대리그, 전,후기 제외) 그러나 그 해 플레이오프에서 SK 와이번스에 패해 한국시리즈 진출에는 실패했다.
2012년에는 준 플레이오프에 진출하여 두산 베어스를 3승 1패로 제압하고 사직야구장 포스트 시즌 연패를 끊어 냈으나, SK와의 플레이오프에서는 5차전까지 맞붙는 혈투 속에 결국 2승 3패로 한국시리즈 진출에 실패하여 2년 연속 SK에 무릎을 꿇고 말았다. 포스트 시즌 후 2012년 10월 30일 사임하였다.

## 입시 비리
롯데 자이언츠 감독에서 물러난 이후 고려대학교 야구부 감독에 재직하였던 2007년 ~ 2010년에 학부모와 고교 코치들로부터 대학에 입학시켜 주는 대가로 1억원 이상의 금품을 받은 혐의가 드러나 긴급 체포되어 구속되었다.
그러나 2013년 4월 11일, 병보석으로 석방됐었다.
그 뒤 2013년 6월 18일, 징역 2년이 구형됐다.
2013년 7월 4일에는 징역 1년 3월이 선고됐다.
2013년 11월 29일엔 원심과 같이 징역 1년 3월과 추징금 1억원이 선고됐고 재수감됐다.

## 출신 학교
- 서울우이초등학교
- 신일중학교
- 신일고등학교
- 고려대학교 사회교육학과 1979학번

## 통산 기록
| 연도 | 소속  | 경기 | 타석 | 타수 | 안타 | 홈런 | 타점 | 득점 | 도루 | 볼넷 | 사구 | 삼진 | 병살 | 실책 | 타율  | 출루율 | 장타율 | OPS   |
| ---- | ----- | ---- | ---- | ---- | ---- | ---- | ---- | ---- | ---- | ---- | ---- | ---- | ---- | ---- | ----- | ------ | ------ | ----- |
| 1983 | 해태  | 46   | 122  | 110  | 26   | 2    | 11   | 8    | 3    | 7    | 2    | 10   | 4    | 9    | 0.236 | 0.292  | 0.309  | 0.601 |
| 1984 | 해태  | 33   | 77   | 68   | 13   | 1    | 8    | 6    | 0    | 3    | 3    | 11   | 1    | 1    | 0.191 | 0.250  | 0.324  | 0.574 |
| 1985 | 해태  | 54   | 121  | 112  | 28   | 1    | 14   | 12   | 1    | 4    | 4    | 11   | 5    | 4    | 0.250 | 0.298  | 0.348  | 0.646 |
| 1986 | OB    | 62   | 147  | 123  | 25   | 0    | 8    | 7    | 1    | 14   | 4    | 12   | 6    | 4    | 0.203 | 0.301  | 0.220  | 0.520 |
| 통산 | 4시즌 | 195  | 467  | 413  | 92   | 4    | 41   | 33   | 5    | 28   | 13   | 44   | 16   | 18   | 0.223 | 0.289  | 0.295  | 0.585 |